# Jean-Baptiste Poupart de Beaubourg
Pour les articles homonymes, voir Poupart et Beaubourg.
Jean-Baptiste Poupart de Beaubourg (1755, Lorient - 2 mars 1794, Paris), est un militaire, administrateur et écrivain politique français.

## Biographie
Fils d'un officier de marine de la Compagnie des Indes, qui s'était distingué au siège de Madras en commandant le Duc d'Orléans, vaisseau de 64 canons, Jean-Baptiste Poupart de Beaubourg suit également la carrière des armes, obtient le grade de capitaine de dragons et fait chevalier de l'ordre de Saint-Louis et de l'ordre du Mérite militaire de Saint-Philippe. 
Avec le soutien de son père, il entre dans l'administration de la marine en qualité d'inspecteur. Convaincu que les Anglais devaient leur supériorité à la vitesse de leurs bâtiments, accélérée encore par l'emploi des poulies-patentes que Taylor avait imaginées, Poupart de Beaubourg conçoit le projet de leur dérober le secret de cette invention. Malgré les dangers d'une pareille entreprise, il se rend à Londres en 1786, parvient à se procurer les dessins et modèles de ces machines, et gagne même un mécanicien en état de les exécuter. À son retour en France, au lieu de recevoir des dédommagements et même les récompenses auxquelles il s'attendait, Poupart est mal accueilli par le maréchal de Castries, secrétaire d'État de la marine, qui voulut même le contraindre à abandonner son bien de conquête aux protégés des bureaux. Il fait éclater ses plaintes avec tant de publicité que le ministère se crut obligé de sévir contre lui. L'ordre de le mettre à la Bastille avait été donné, mais il s'échappe et se réfugie alors à Saint-Jean-de-Latran. Le 13 juillet 1789, la population ouvrière le choisit pour chef, et s'unit au peuple parisien sous le nom de Volontaires de Saint-Jean-de-Latran. Le lendemain il est envoyé par le peuple, avec Corny et quatre autres députés, pour sommer le gouverneur de la Bastille de rendre cette forteresse. Poupart de Beaubourg se trouve désarmé, renversé et frappé de plusieurs coups de baïonnette, mais obtient la faveur d'être reconduit à l'hôtel de ville, où il réussit à s'échapper. Il quitte le commandement de sa compagnie peu de temps après l'entrée du roi à Paris, pour se retirer à Versailles, où le soin de ses affaires l'appelait. 
Tout en prenant le titre d'apôtre et de soldat de la liberté, il critique rapidement les tendances du journal L'Ami du peuple. Il est arrêté et conduit à l'Abbaye comme prévenu de falsification d'assignats. À la même époque, des poursuites criminelles étaient dirigées contre Varnier, receveur des traites à Auxonne, accusé d'avoir favorisé l'émigration de quelques employés des douanes. Poupart de Beaubourg écrit alors à l'Assemblée législative pour les informer qu'il était le seul coupable dans cette affaire. Renvoyés devant la haute cour nationale, Varnier et ses coprévenus furent acquittés, et Poupart de Beaubourg lui-même eut le bonheur d'être absous. Mais il n'avait pas encore réglé ses comptes avec Fouquier-Tinville. Détenu comme suspect, il est traduit au tribunal révolutionnaire, condamné à mort le 12 ventôse an II (2 mars 1794), et guillotiné le même jour, comme étant convaincu d'avoir entretenu des correspondances avec les ennemis de la république et provoqué la dissolution de la représentation nationale.

## Publications
- Lettre en vers (adieux du marquis de Lafayette à son épouse) (1777)
- Compte-rendu au commerce de l'Europe, par Jean-Baptiste Poupart de Beaubourg, et développement du projet des lettres de changes falsifiées sur M. M. Tourton, Ravel et Gallet de Santerre, conçu en 1785, et exécuté en 1786 (1786)
- Observations sur la réponse du roi à la cour des aides (1787)
- Deux réflexions au public, sur le libelle diffamatoire, intitulé : "Observations par le Mis de Beaupoil S. Aulaire", etc., en attendant ma réponse (1788)
- Le Pour et le contre dans l'affaire qui a fait tant de bruit entre M. de Beaupoil St Aulaire et M. P... de B... (1788)
- Patriae salus et gloria regis (1789)
- Pétition d'un citoyen (1789)
- Testament de mort de l'ancien commandant-général de la milice parisienne, ou Lettre de M. Bertrand, citoyen de Paris, à M. (ci-devant duc) de Duras, généralissime de l'armée de Bordeaux (1789)
- Adresse à M. le Président de l'Assemblée nationale (1789)
- Appel à l'Assemblée nationale et aux nations attentives d'un décret surpris au pouvoir législatif, décret en opposition avec les premiers principes du crédit et de la foi publique, et en contradiction avec ses précédents décrets (1790)
- Dernier cri d'un citoyen égorgé par le despotisme... (1790)
- Adresse au Sénat français revêtu de la suprématie (1792)
- Les Mânes ensanglantées des héros du 10 août 1792, au plus grand peuple de terre (1792)
- La Liberté crucifiée, ou le Martyr d'un citoyen de Paris, né breton, dénoncé au peuple français libre et souverain

## Sources
- Louis-Gabriel Michaud, Biographie universelle, ancienne et moderne, tome 34, Paris-Leipzig, 1864.